# Grand port maritime de La Rochelle
Le port atlantique de La Rochelle, appelé aussi port de La Pallice, est le port de commerce de la ville de La Rochelle (Charente-Maritime, Nouvelle-Aquitaine, France). Son activité et ses installations sont aujourd'hui gérées par l'établissement public du Grand port maritime de La Rochelle, autrefois port autonome. Il se classe au 6e rang des grands ports maritimes de France en tonnage de marchandises, 1er port européen pour l'importation de grumes et 1er port français pour l'importation de produits forestiers et pâtes à papier. Il représentait en 2001 plus de 85 % des échanges de marchandises du transport maritime de l'ancienne région Poitou-Charentes.

## Localisation
Du fait de sa situation dans le quartier de La Pallice, dans la partie ouest de la ville de La Rochelle, il est appelé port de La Pallice.

## Établissement public
Port autonome depuis le 1er janvier 2006 à la suite du décret no 2004-1378 du 20 décembre 2004, il a reçu le statut de grand port maritime à la suite du décret no 2008-1036 du 9 octobre 2008. Le grand port maritime de La Rochelle est un établissement public qui exerce conjointement des missions de service public administratif et des missions de service public à caractère industriel et commercial et qui est géré comme un établissement public à caractère industriel et commercial (EPIC) dont la tutelle de l'État est exercée par la Direction générale des infrastructures, des transports et de la mer du ministère de l'écologie, du développement durable et de l'énergie.
Il est administré par un directoire de trois membres; Président du directoire :  Sandrine Gourlet. Son conseil de surveillance comprend notamment des représentants de l'État, du personnel, des collectivités territoriales (Nouvelle-Aquitaine, Charente-Maritime, Communauté d'agglomération de La Rochelle, commune de La Rochelle) et de la Chambre de commerce et d'industrie de La Rochelle. Un conseil de développement de trente membres assiste les organes statutaires.

## Caractéristiques techniques
- Tirant d'eau maximum autorisé 14 mètres, port en eau profonde ;
- Certifié ISO 9001 - ISO 14001 - OHSAS 18001 le 30 octobre 2018 ;
- Évalué niveau confirmé AFAQ 26000, label engagé RSE, novembre 2018
- 1 715 emplois salariés générés[9]
- Réception de navires jusqu'à 100 000 tonnes ;
- Second port d'exportation ;
- Environ 5,7 millions de tonnes d'importation ;
- 2 800 mètres linéaires de quai ;
- Au 9 août 2025, 4 remorqueurs VB Boluda : le  VB COGNAC, l, VB OLERON, CROISIC et CHAUVEAU.
- Terminal passagers pour paquebots de croisières ;
- Terminal pétrolier sur le môle d'escale ;
- Postes roulier (Ro-Ro) / 1 - dans l'anse de Chef de Baie, / 2 - dans le bassin à flot
- 53 hectares de stockage sur plate-forme extérieure ;
- 278 hectares de surface maritime ;
- 276 hectares de surface terrestre ;
- 137 500 m2 de hangars ;
- 21 grues ;
- Forme de radoub :  2 - donnant sur le bassin à flot, pour des activités de carénage et de réparations navales (dont une de 176,21 m) ;

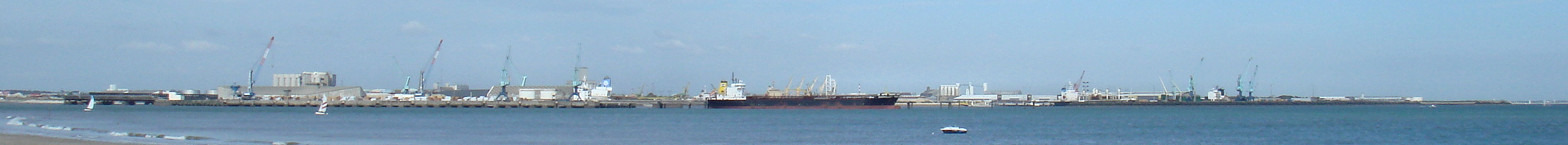
Panorama du port de La Pallice, depuis l'île de Ré

- Bassin à flot avec SaS d'écluse.

## Trafic

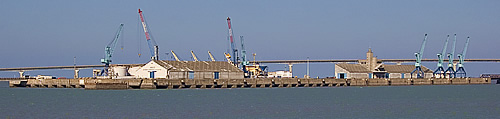
Le môle d'escale de la Pallice, (en arrière-plan le Pont de l'île de Ré).

En 2010, le trafic exprimé en « tonnage brut total » du port de La Rochelle Pallice représente environ 2 % du trafic des ports de commerce français.
| Marchandises          | Année 2005  | Année 2006  | Année 2007  | Année 2008  | Année 2009  | Année 2010  | Année 2011  | Année 2012  | Année 2013  | Année 2023  |
| --------------------- | ----------- | ----------- | ----------- | ----------- | ----------- | ----------- | ----------- | ----------- | ----------- | ----------- |
| Hydrocarbures         | 2 521 552 t | 2 532 744 t | 2 561 750 t | 2 420 998 t | 2 464 888 t | 2 509 425 t | 2 449 314 t | 2 618 532 t | 2 838 203 t | 3 395 825 t |
| Céréales              | 2 240 154 t | 2 443 183 t | 2 326 418 t | 3 011 493 t | 2 997 132 t | 3 604 383 t | 3 548 691 t | 3 303 235 t | 4 370 232 t | 2 995 958 t |
| Sables                | 676 544 t   | 808 478 t   | 890 891 t   | 785 486 t   | 674 495 t   | 676 798 t   | 673 553 t   | 662 958 t   | 658 596 t   | 956 348 t   |
| Bois divers           | 205 858 t   | 171 077 t   | 204 356 t   | 188 898 t   | 123 545 t   | 126 383 t   | 114 824 t   | 108 089 t   | 860 391 t   | 379 029 t   |
| Pâtes à papier        | 492 590 t   | 506 456 t   | 507 827 t   | 574 595 t   | 521 617 t   | 670 538 t   | 683 580 t   | 610 083 t   | 860 391 t   | 379 029 t   |
| Grumes tropicales     | 138 192 t   | 123 290 t   | 182 349 t   | 143 058 t   | 83 896 t    | 75 345 t    | 64 867 t    | 63 908 t    | 860 391 t   | 379 029 t   |
| Vracs agricoles       | 373 010 t   | 412 548 t   | 505 280 t   | 536 914 t   | 523 901 t   | 630 432 t   | 673 752 t   | 782 609 t   | 702 189 t   | 743 710 t   |
| Vracs industriels     | 115 065 t   | 171 911 t   | 253 320 t   | 113 693 t   | 41 985 t    | 61 937 t    | 99 560 t    | 59 806 t    | 272 910 t   | 124 336 t   |
| Marchandises diverses | 130 964 t   | 167 372 t   | 148 495 t   | 129 141 t   | 80 330 t    | 76 407 t    | 135 474 t   | 137 290 t   | 272 910 t   | 124 336 t   |
| Total                 | 6 893 929 t | 7 337 059 t | 7 580 749 t | 7 904 276 t | 7 511 789 t | 8 431 648 t | 8 443 615 t | 8 346 510 t | 9 702 521 t | 8 595 205 t |

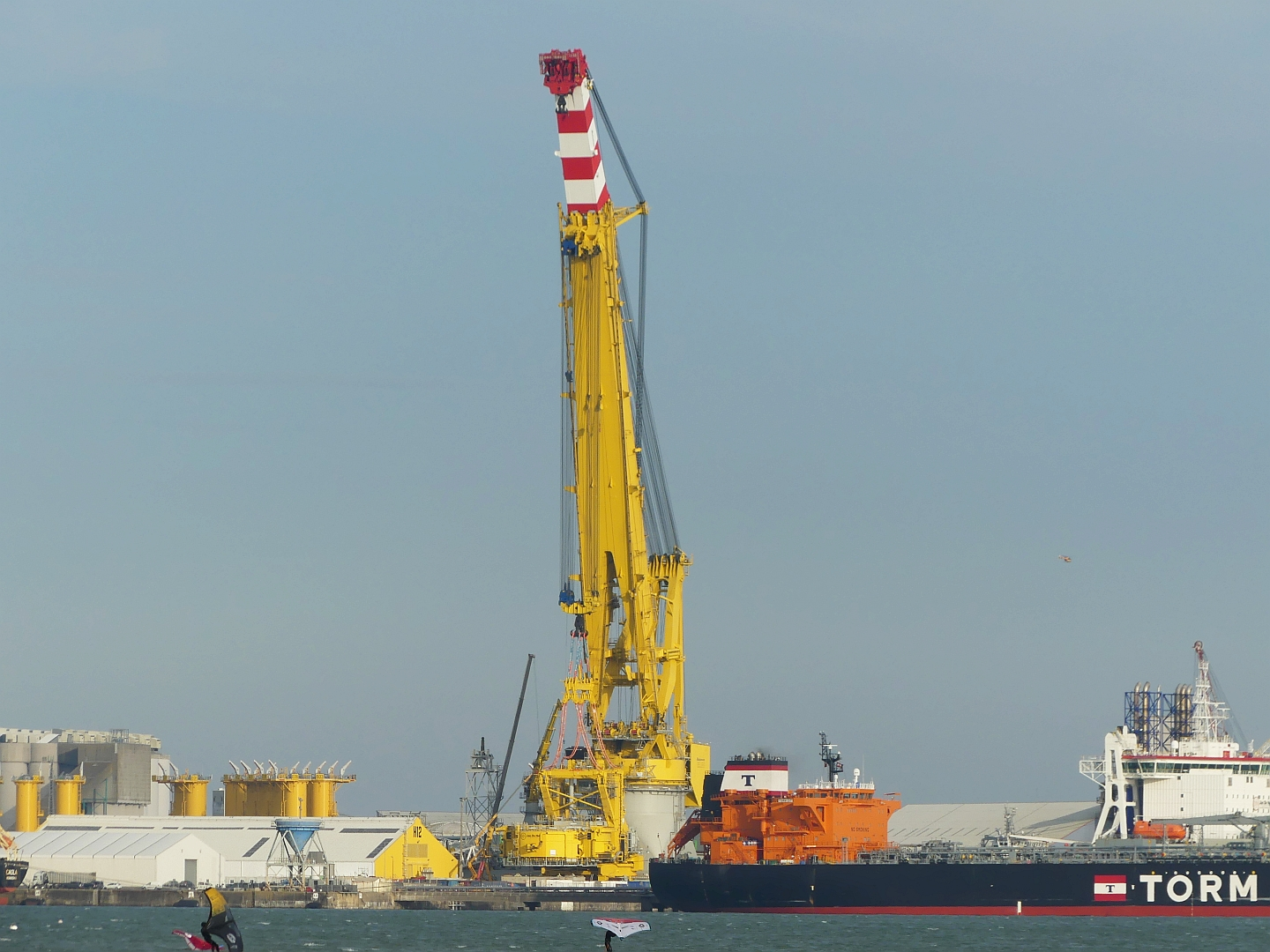
Chargement d'un « colis lourd » par le navire-grue Les Alizés, au môle d'escale en 2024.
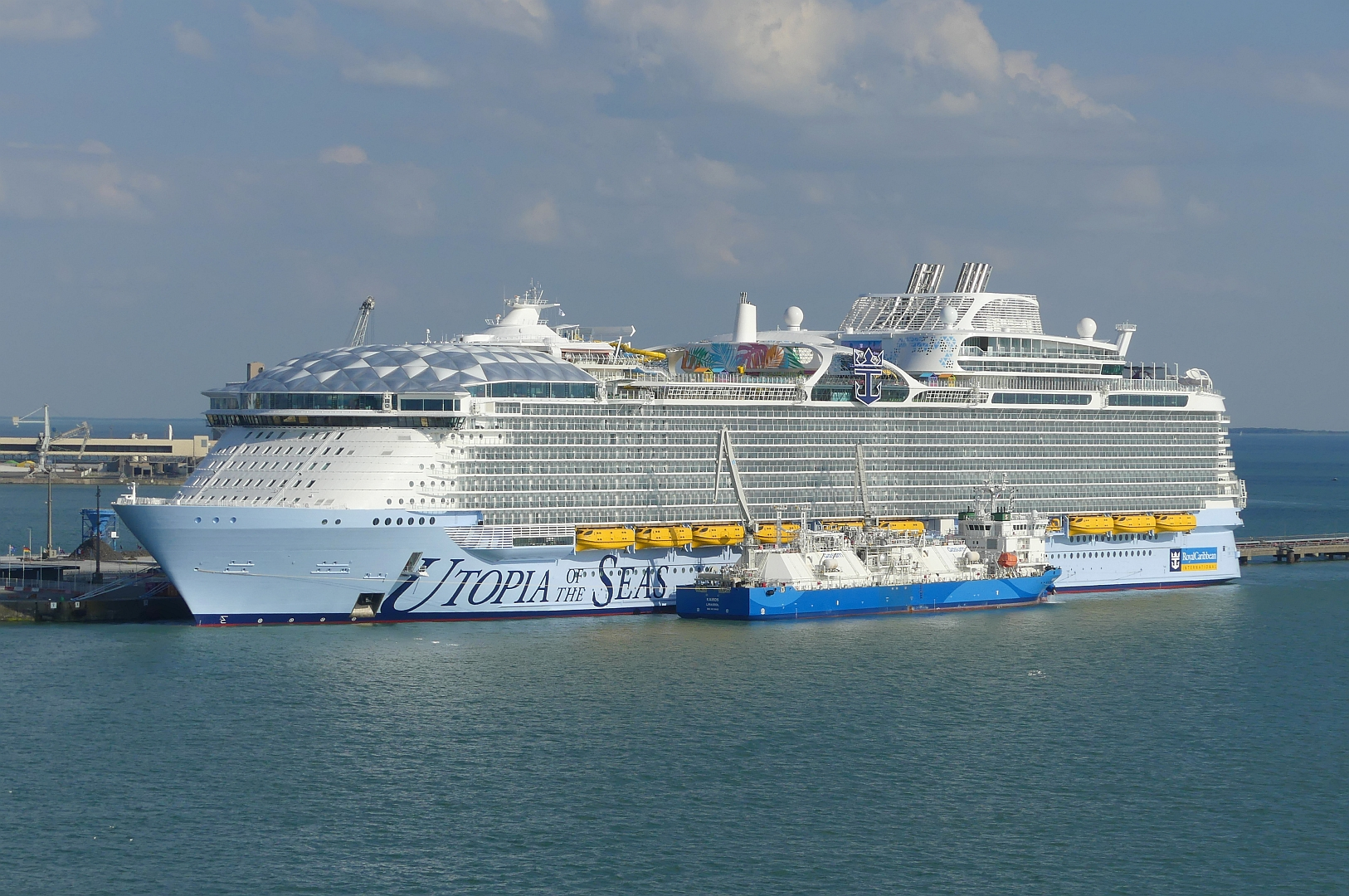
Soutage en GNL au môle d'escale du paquebot Utopia of the Seas avant sa croisière inaugurale, le 25 juin 2024[16].

## Croisières & passagers
Le port de La Rochelle Pallice dispose d'un terminal passagers qui accueille régulièrement à la belle saison des paquebots (39 en 2017, 49 000 passagers). Après deux années blanches pour cause de crise sanitaire, les navires de croisières étaient de retour en 2022 au « Port Atlantique La Rochelle », avec près de 35 escales.

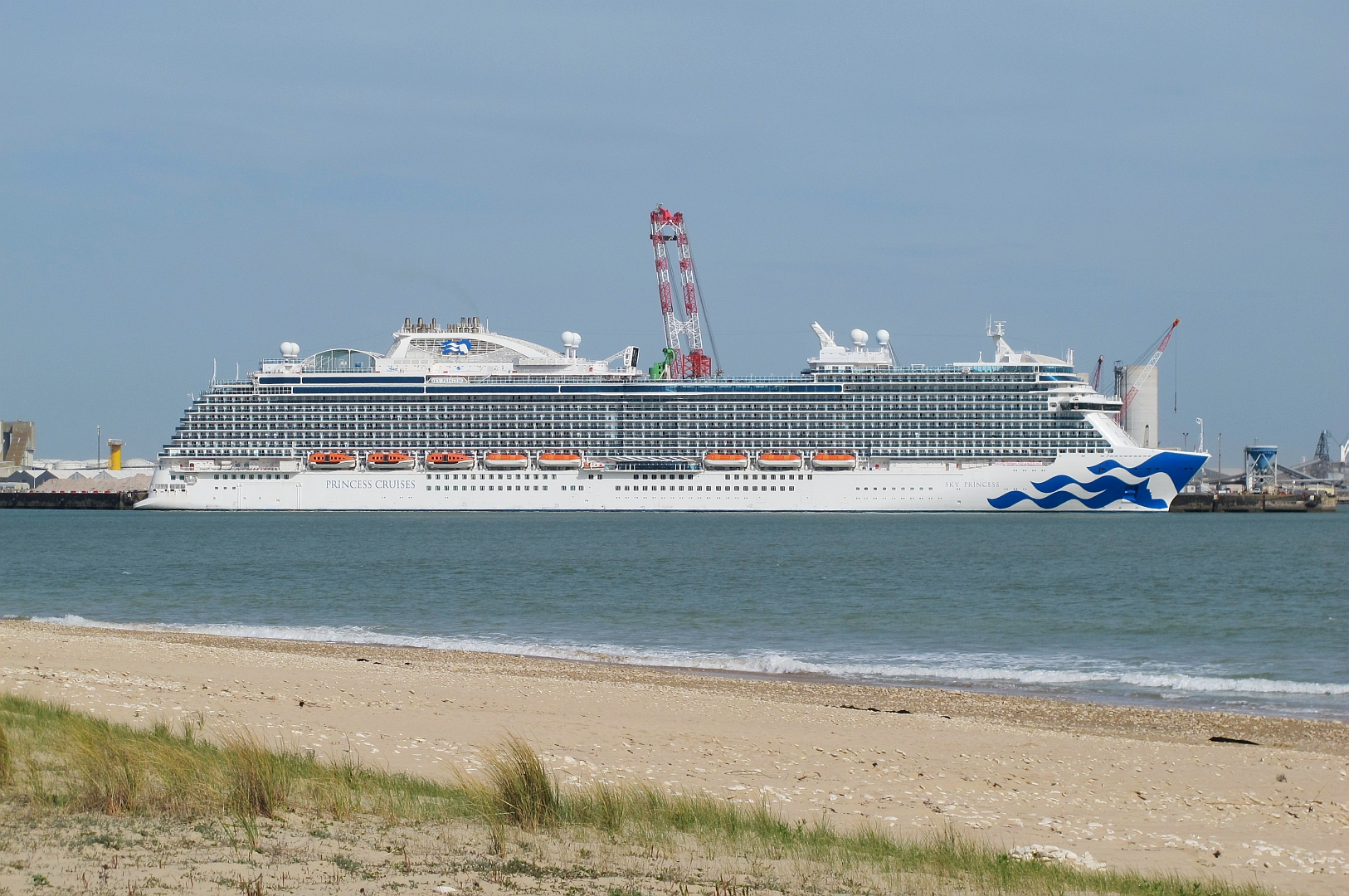
Le Sky Princess de la Princess Cruises a ouvert la saison 2022 au port de La Rochelle le 11 avril[19].
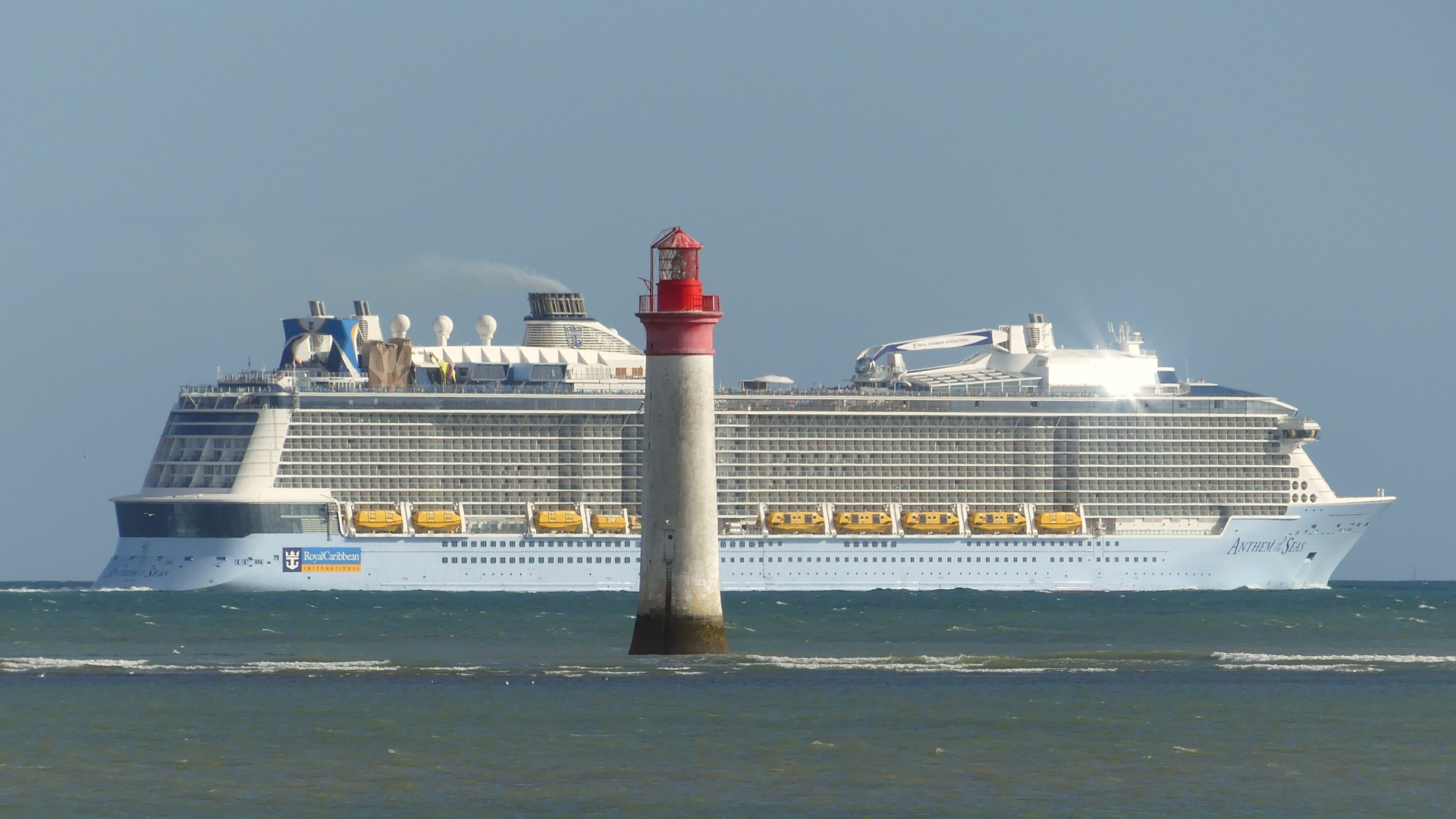
L' Anthem of the Seas de la Royal Caribbean International vient de quitter La Rochelle, et passe devant le phare de Chauveau le 6 septembre 2022[20].
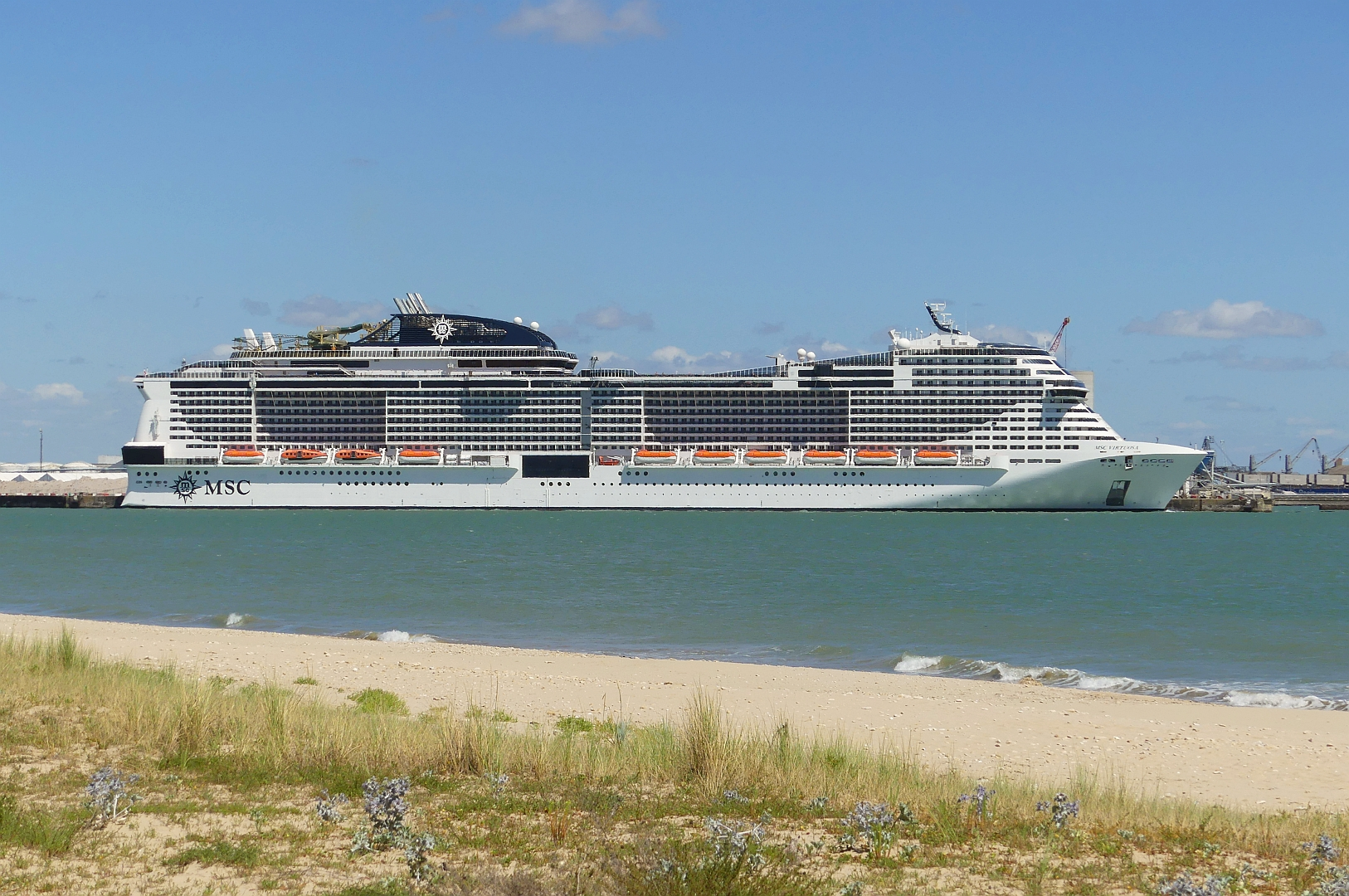
Le MSC Virtuosa de la MSC Croisières à La Rochelle le 27 juin 2022[21].

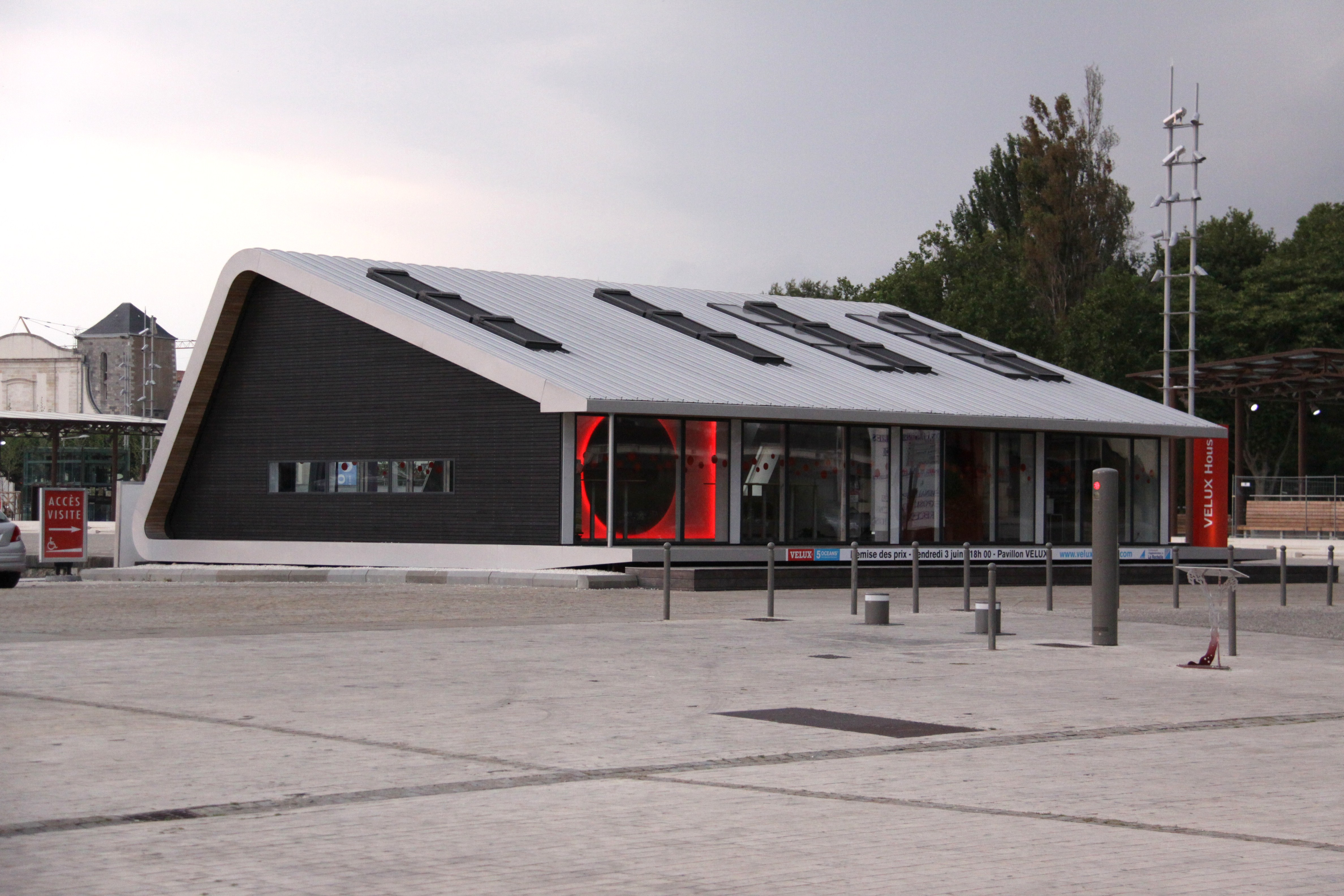
L'ancienne maison Vélux a servi de pavillon d'accueil à la Course autour du monde, avant de devenir aujourd'hui Sorata, hall d'accueil des croisières.

En 2011, Le port a accueilli 23 escales, dont 19 de grands paquebots. Il a été le premier port d'escale de la façade atlantique en 2017 avec 36 466 passagers, mais le Port de Bordeaux l'a désormais dépassé.
Sorata, le nouveau bâtiment d'accueil pour les croisiéristes, est inauguré le 8 juillet 2012. Situé au môle d’escale, il comporte un hall d'accueil, les guichets d'enregistrement, la salle d'embarquement, un portique-scanner et un tapis roulant pour les bagages et accueillera tous les voyageurs qui ont choisi La Rochelle comme ville de départ, d'arrivée ou d'escale pour leur croisière. Ancien pavillon de la course autour du monde Velux 5 Oceans, il est offert par la ville.

## Activité fret ferroviaire

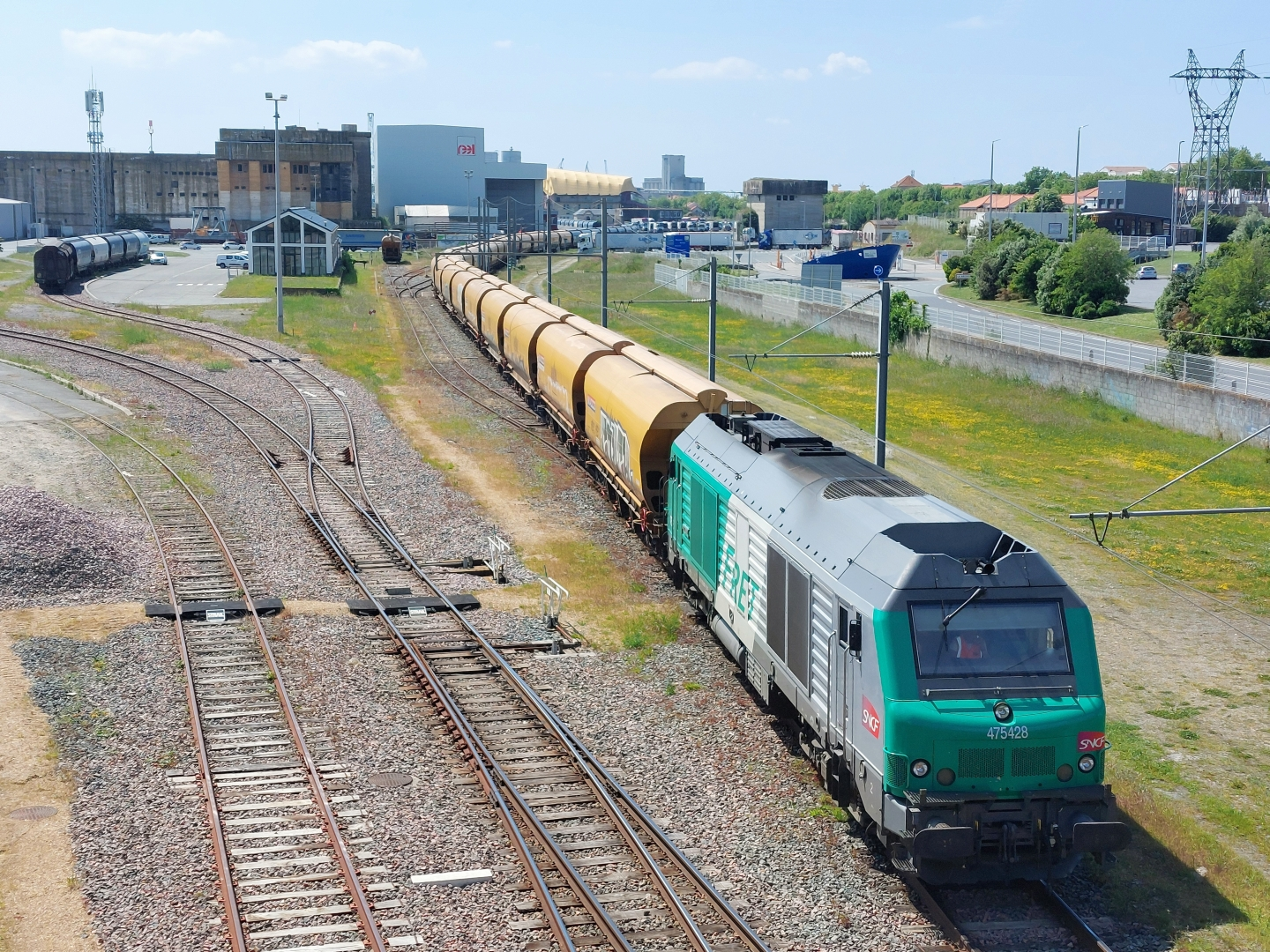
Un train complet de wagons céréaliers au port de La Rochelle.

Fin 2010 est officiellement créé un opérateur ferroviaire de proximité (OFP) pour gérer le service fret ferroviaire sur la zone portuaire de La Rochelle Pallice empruntant en particulier la ligne de La Rochelle-Ville à La Rochelle-Pallice, en voie unique, qui traverse la ville. La société OFP La Rochelle (en), dont le capital est réparti entre le Grand port maritime de La Rochelle et Euro Cargo Rail, a été inaugurée le 8 octobre 2010.
Fin 2011, le trafic ferroviaire a dépassé pour la première fois la barre du million de tonnes (1,06 Mt) de marchandises pré ou post-acheminées par train, soit une augmentation de 57 % depuis 4 ans. La part modale du ferroviaire sur le port s'établit désormais à 12,63 % du trafic portuaire, contre 8,96 % en 2007.
À la fin de l'année 2016, Euro Cargo Rail avait annoncé son retrait d’OFP Atlantique, opérateur ferroviaire portuaire qui assurait les services de traction des ports de La Rochelle et de Nantes Saint-Nazaire. Après un appel à candidatures, c'est la société OuestRail créée par le groupement Millet-Régiorail qui a été retenue, et qui réalise depuis le 1er juillet 2017 les prestations de traction d’OFP Atlantique.

## Histoire du port de La Pallice
Construit après dix ans d'efforts sur les conseils de l'ingénieur hydrographe Bouquet de La Grye, le port de la Pallice, bassin à flot et avant-port, a été inauguré le 19 août 1890 par Sadi Carnot, alors président de la République française, et Wladimir Mörch, président de la Chambre de commerce et d'industrie,. Il a longtemps été caractérisé par la tête de pont de ses lignes régulières avec l’Afrique, à l'origine de la part importante d'importation de bois dans son trafic.
Il a connu de nombreux événements et agrandissements au cours de son histoire :
- 1er mai 1916, lors de la Première Guerre mondiale, l'usine Vandier et Despret, fabricant d'explosifs pour le compte de la Défense nationale, explose, faisant 177 morts et plus de 150 blessés[30].
- De 1934 à 1938, construction d'un môle d'escale en eau profonde au large, relié à la terre par un viaduc métallique long de 1 120 m, construit de 1931 à 1934.
- Le 19 octobre 1939, début de l'épopée du voyage de l'exil républicain espagnol sur le Massilia, du port de la Pallice jusqu'à Buenos Aires en Argentine[31].
- Juin 1940, dans le cadre de l'Opération Ariel, des unités polonaises embarquent sur des navires polonais et de la Royal Navy à destination du Royaume-Uni[32].
- De 1941 à 1943, l'Organisation Todt construit pour la Kriegsmarine une base sous-marine de plus de trois hectares et une « écluse blockhaus » pour ses sous-marins de la 3e flottille de U-Boot (90 unités) afin de les protéger des bombardements alliés. La base subit 17 bombardements alliés entre 1941 et 1944.

- 1951, ouverture de la gare maritime, qui restera en activité jusqu'au milieu des années 1960.
- 1966, agrandissement de la plate-forme du môle d'escale.
- À partir de 1990, creusement et construction de nouveaux bassins : Chef de Baie I, II puis III, spécialisés dans le trafic du bois, avec plus de 500 mètres linéaire de quais.
- 2002, construction d'un poste roulier.
- 2008, le port concède un batiment à la ville qui deviendra  La Sirène (salle de concert)
- 2009, sur le Môle d'escale, démolition du bâtiment de la Gare maritime des voyageurs et des hangars adjacents.
- Avril 2011, mise en service du quai de l'anse Saint-Marc[33]. Ce terminal[34] vraquier qui peut permettre d'atteindre le cap des 10 millions de tonnes de trafic. Les travaux de l'anse de la Repentie (nord) ont commencé.
- Avril 2016, mise en service du quai de l'anse Saint-Marc 2[35]. Ce second poste à quai de l’Anse Saint-Marc accroît de 200 m le linéaire de quai, portant sa longueur totale à 360 m, permettant d'accueillir des navires de type panamax.
- Le 23 mars 2018 à Chef de Baie, a été inauguré le nouveau terminal du groupe céréalier Soufflet[36] dont la « première pierre » avait été posée le 9 octobre 2015. Les installations comprennent un silo d'une capacité de stockage de 63 000 tonnes divisée en trente-deux cellules, construit face à la mer en « bord à quai ». Ce silo est connecté par bande transporteuse à un portique de chargement sur rails d’une cadence de 1 200 t/heure ; l'ensemble pouvant fonctionner 24 heures sur 24, 7 jours sur 7. Avec ce nouveau terminal, la capacité de chargement en céréales du port passe de 15 000 à 24 000 tonnes par jour ; de même que la possibilité de stockage à La Pallice passe à 185 000 tonnes.

Toutes ces installations ont été gagnées sur la mer. Les travaux d'agrandissements sont toujours en cours avec la construction d'un nouveau terre-plein de 35 hectares, d'ici 2020 dans la partie Nord du port, au pied du pont de l'Île de Ré.

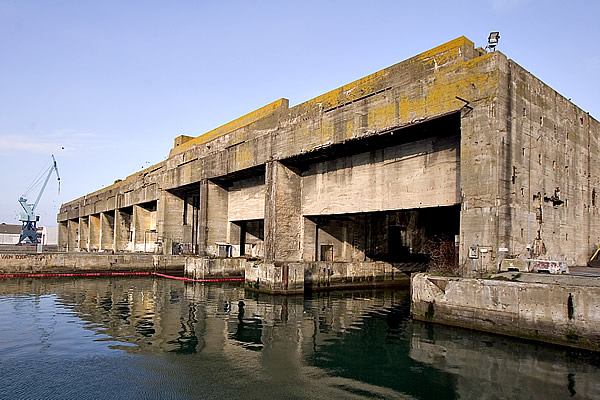
Base sous-marine, vestige de la Seconde Guerre mondiale.
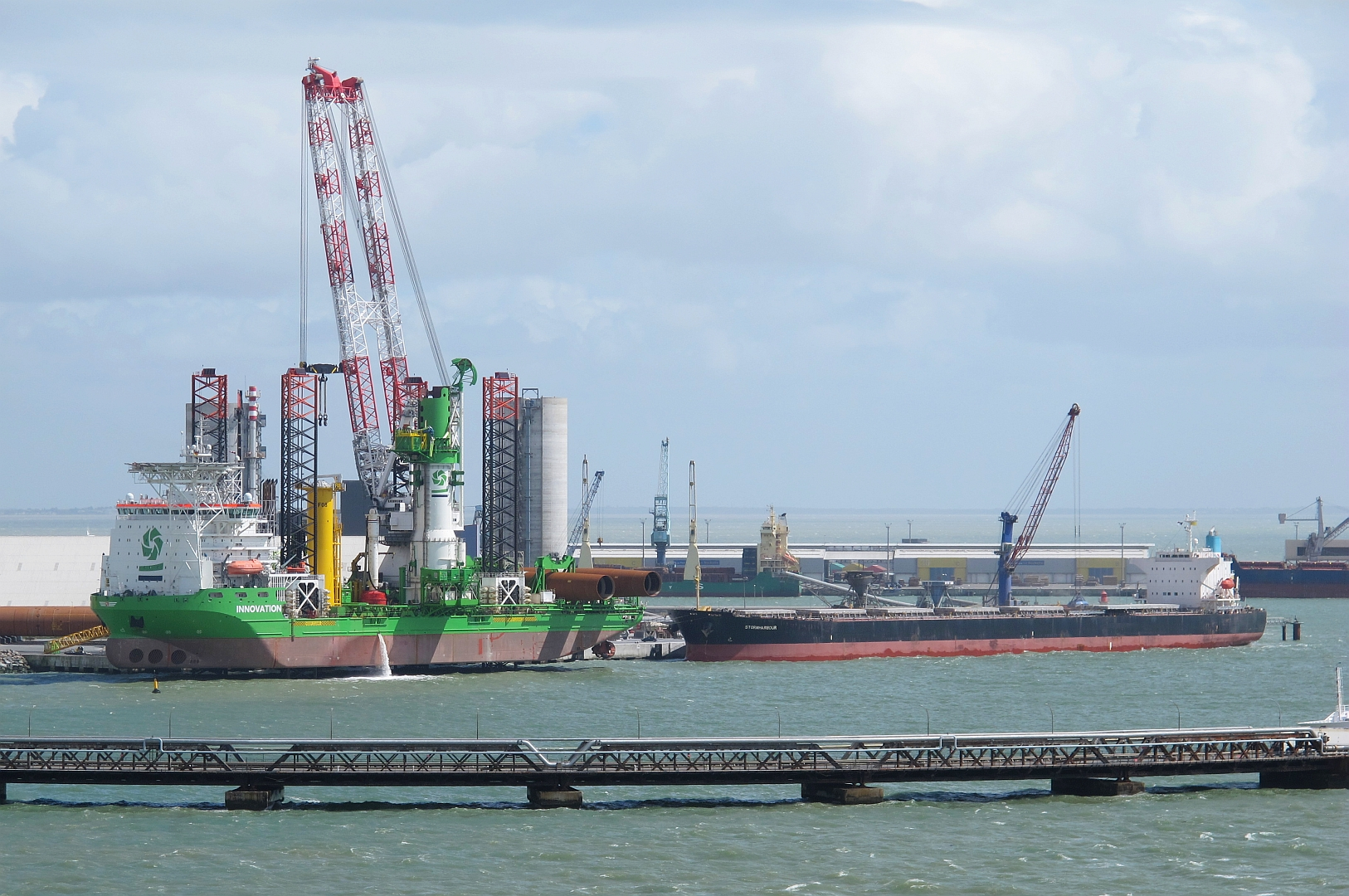
Navires au quai de l'anse Saint-Marc en 2021.
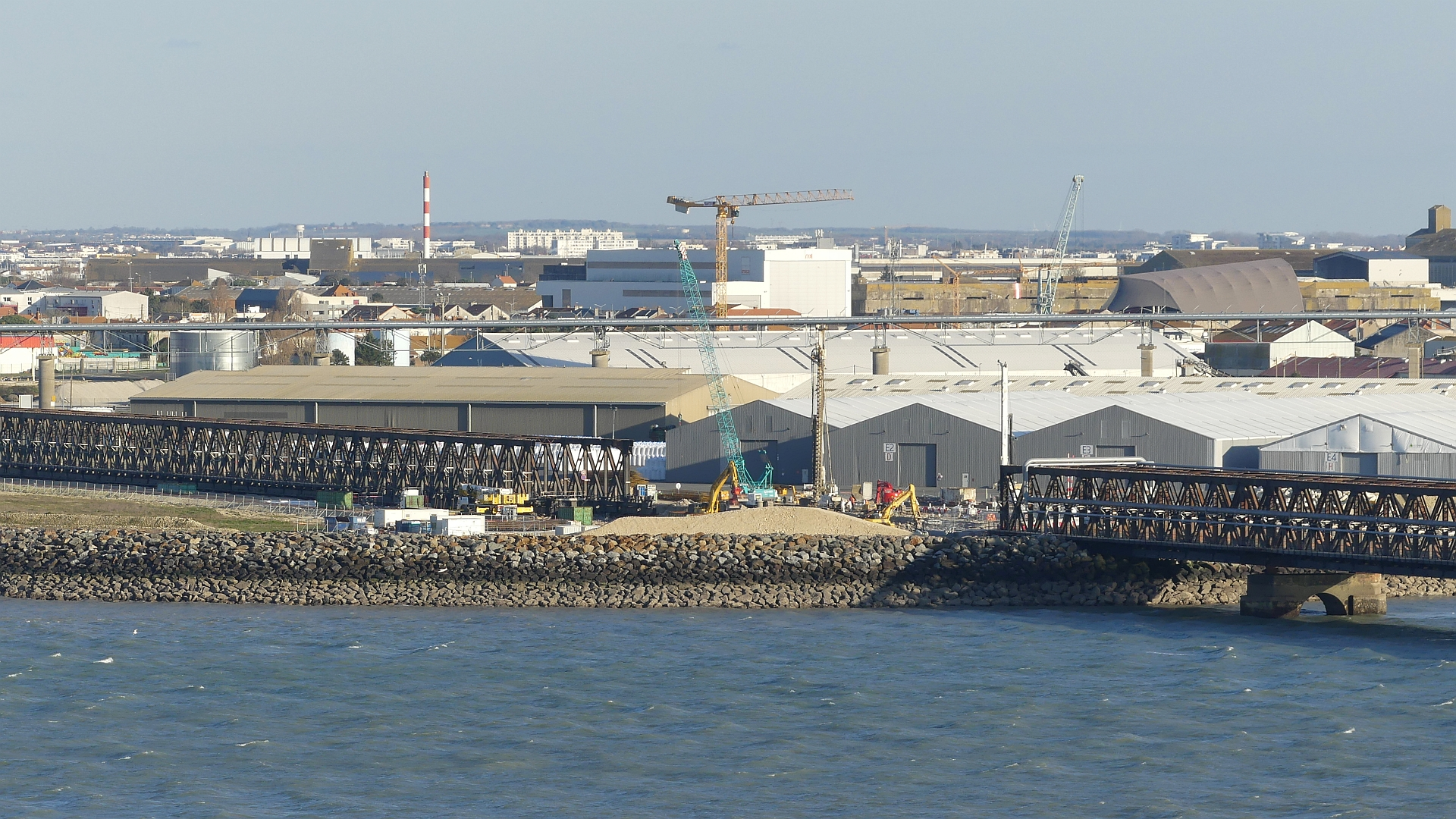
Du 13 février au 16 mars 2023, le viaduc du môle d'escale a été démantelé sur 420 m de longueur, afin de libérer les terre-pleins de la Repentie et de l'anse Saint-Marc.

### Activité militaire
La Rochelle et La Pallice ont été miraculeusement sauvés entre 1944 et 1945 par deux marins, le capitaine de vaisseau Hubert Meyer et l'amiral allemand Ernst Schirlitz. Les cargos du Plan Marshall ont pu ravitailler l'Europe de l'Ouest grâce au môle d'escale de La Pallice, le seul port épargné en France. Sur la pierre tombale d'Hubert Meyer (1899-1978), à Saint-Ciers-du-Taillon, près de Royan, est gravé le psaume 103 : « Mon âme bénit l'Éternel et n'oublie aucun de ses bienfaits ». La création du port de La Pallice fut un bienfait.
Le port de La Pallice est un point stratégique de la guerre froide.
À partir de 1950, il connaît un nouveau développement militaire, car il est choisi comme le point principal d'entrée des renforts américains en France en cas d'attaque soviétique dans le cadre de l'OTAN. Il a été préféré au port de Cherbourg pour jouer ce rôle car il dispose de vastes terre-pleins dans l'arrière pays, se situe hors de portée d'une aviation tactique ennemie opérant à partir du Rhin et des Pays-Bas (ligne de défense alors envisagée) et possède avec le Pertuis d'Antioche un vaste avant-port dans lequel il est relativement aisé de traquer une activité sous-marine adverse, ainsi que de draguer les mines. C'est d'ailleurs à La Pallice qu'est alors installée l'école de défense des ports de la marine nationale.
La zone portuaire bénéficie d'investissements américains dans le cadre du MDAP (Mutual Defence Advisory Plan, que l'on pourrait résumer à « Plan Marshall militaire ») dans la décennie 1950-1960. Dès 1953, le risque d'une réédition d'une attaque classique frontale comme celle de 1940 diminue cependant, quand les Américains s'engagent à des « représailles massives » en cas d’agression soviétique, limitant l'intérêt d'un tel port de soutien. Les études et travaux entamés sont néanmoins poursuivis. Après 1957, la crainte d'un échange nucléaire initial conduit non plus à concentrer les infrastructures portuaires en un point donné, mais au contraire à les disperser au sein de « complexes portuaires » utilisant tant les grands ports (ce qu'il en restera...) que les petits ports secondaires, voire les plages, les criques, etc. À partir des années 1960,si les investissements militaires cessent, ceux concernant l'activité portuaire civile se développent.
Durant les années 1960-1980, un contre-amiral (COMAR La Pallice) commandait l'arrondissement maritime de La Pallice-Rochefort. Il avait autorité sur la Marine nationale implantée dans le port de la Pallice. À terre, se trouvait une base, l'« Unité marine ». Amarrée à « l'épi sud » de la base sous-marine, les 3 dragueurs de mines de la 24e Didra avait pour mission de sécuriser la zone maritime du Centre d'essais des Landes (CEL) de Biscarosse, pendant ses campagnes d'essais de tirs de missiles.
En 2010, avec le départ du 519e régiment du train qui occupait une partie de l'ancienne base sous-marine allemande où étaient amarrées les chalands de débarquement de la 311e compagnie de transbordement, l'activité portuaire militaire se trouve réduite à sa plus simple expression

Bâtiments de la Marine nationale à La Rochelle
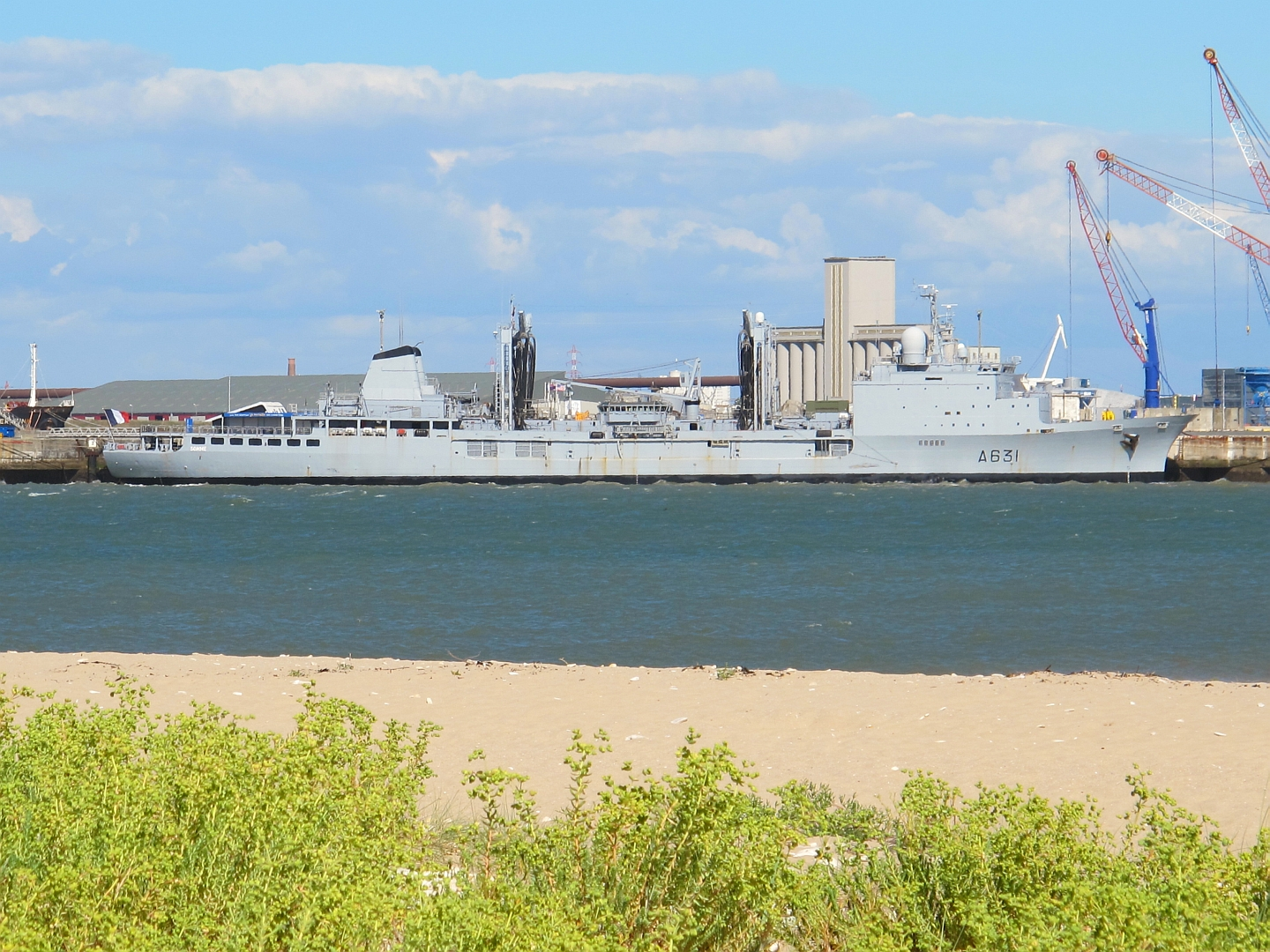
Le pétrolier ravitailleur Somme (A631) le 13 juillet 2016.
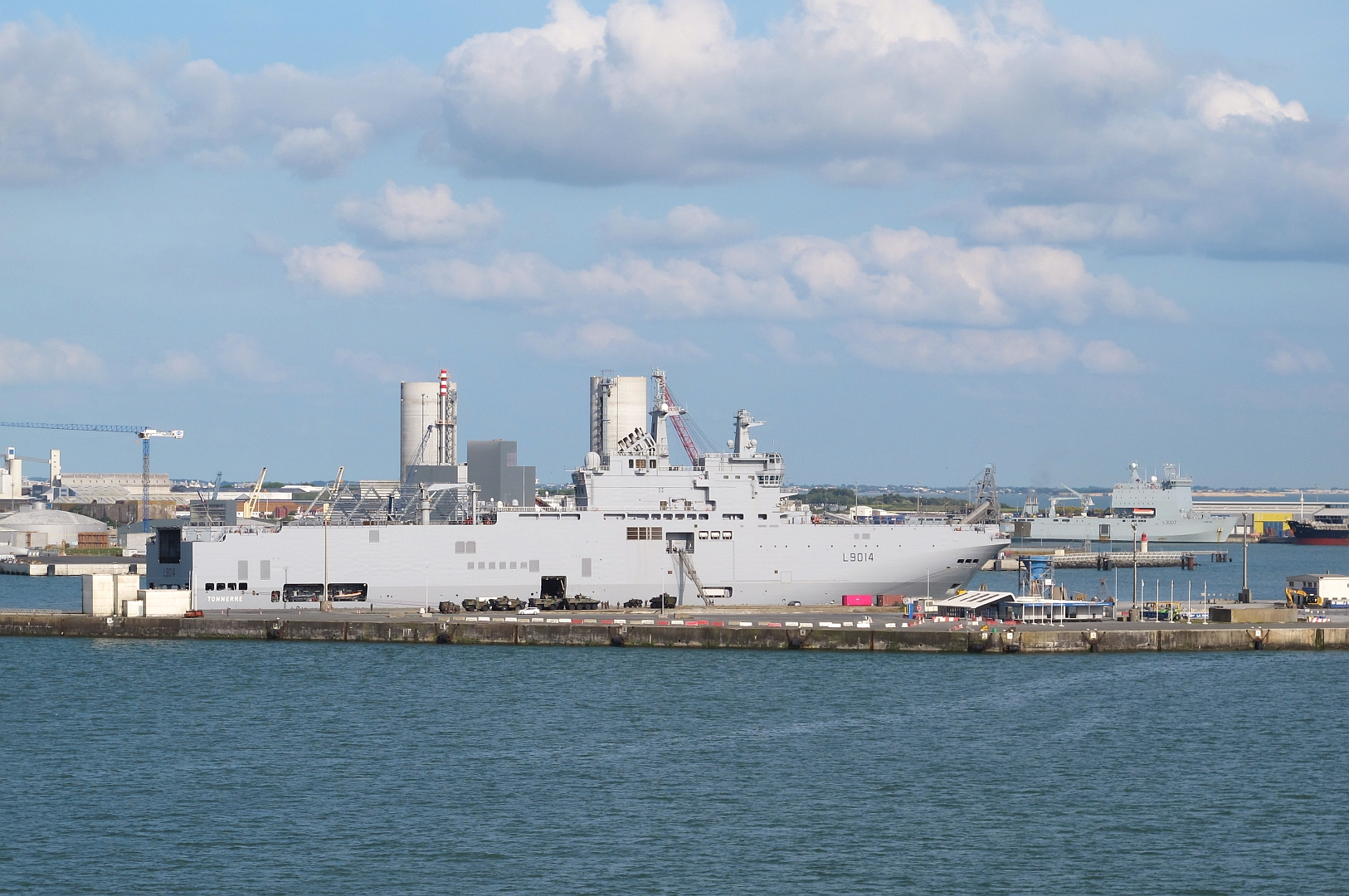
Le porte-hélicoptères amphibie Tonnerre (L9014) le 1er juin 2018.
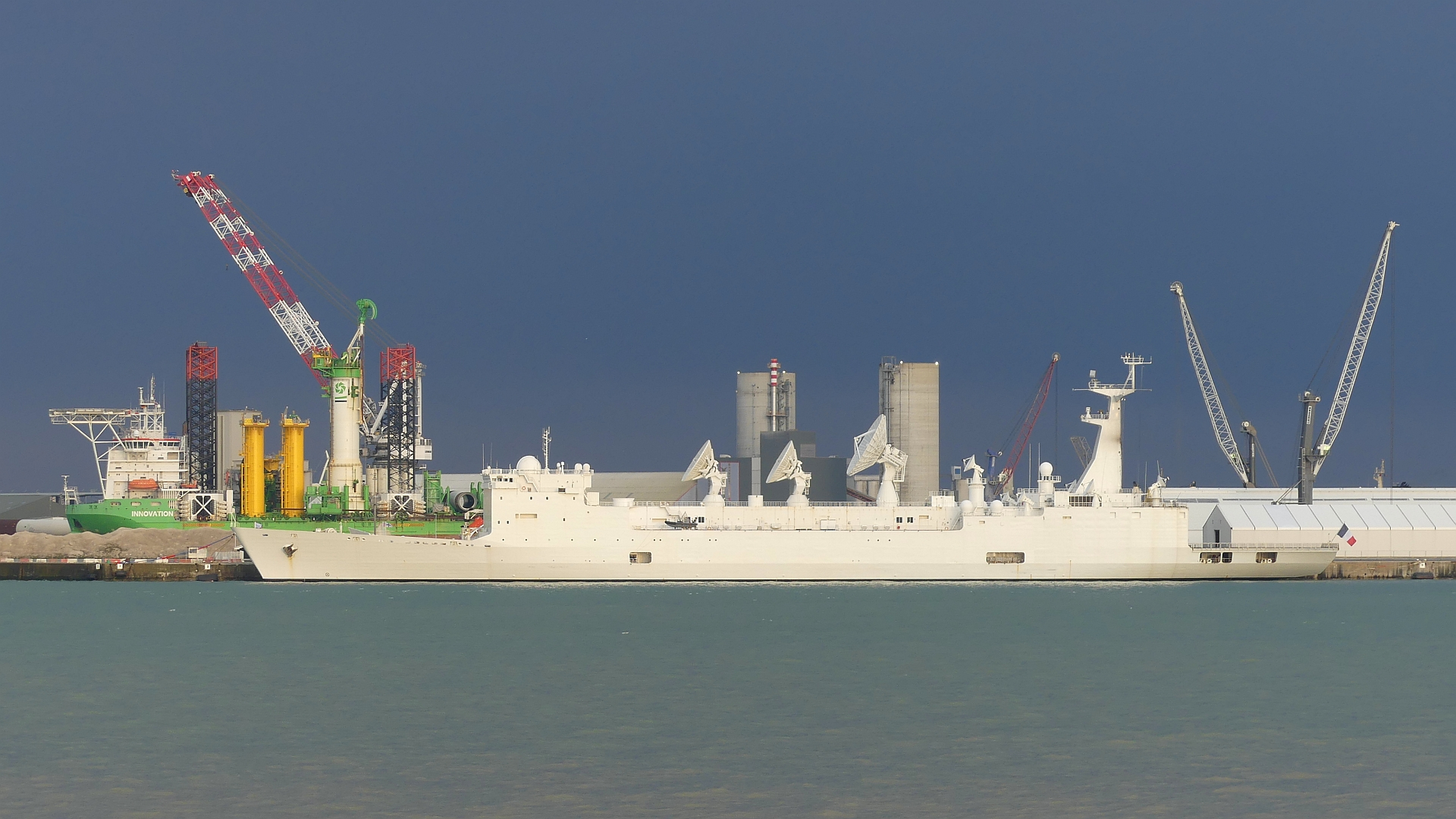
Le bâtiment d'essais et de mesures Monge (A601) le 15 mars 2025.

## Culture populaire
- Dans l'album de bande dessinée Les Sept Boules de cristal d'Hergé, Tintin, Milou et le Capitaine Haddock déambulent sur les quais du bassin de La Pallice. Ils y retrouvent le Pachacamac, où est emprisonné le Professeur Tournesol[41].
- Dans le deuxième opus de la série de jeux vidéo Commandos, les 3e et 4e missions du jeu se déroulent en mai 1941 autour et dans la base sous-marine de La Pallice. L'objectif est de délivrer un sous-marin allié et son équipage capturés par les allemands.

## Pollution
- Les résidus chimiques intégrés au remblai du port contiennent du thorium et de l'uranium[42]. La société Rhodia Opérations (usine de Chef de Baie) a produit des résidus provenant du traitement de matériaux naturels très légèrement radioactifs, qui ont participé avec d'autres matériaux au comblement de la zone de remblaiement du terminal de Chef de Baie du Grand port maritime de La Rochelle. Ces apports ont cessé en 1993[43]

## Galerie

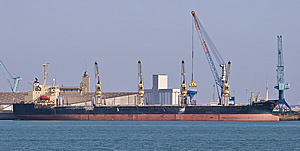
Déchargement d'un vraquier au môle d'escale.
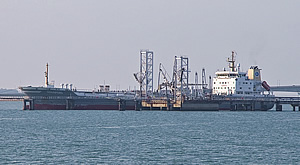
Déchargement au terminal pétrolier du môle d'escale.
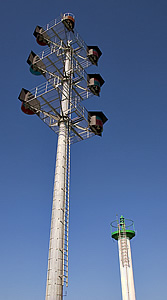
Le « sapin de Noël », sont des feux clignotants signalant l'entrée du port sur la digue Sud de Chef de Baie.
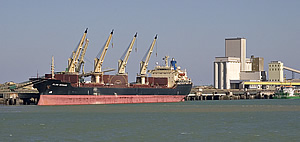
Quai céréalier et ses silos.
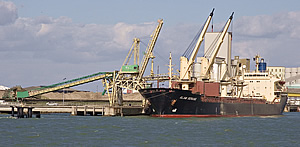
Chargement au quai céréalier.
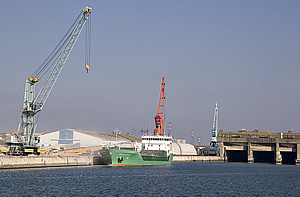
Quai du bassin à flots, au fond la base sous-marine.
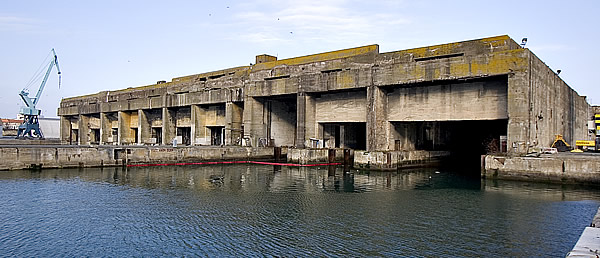
La base sous-marine, vestige de l'armée Allemande.
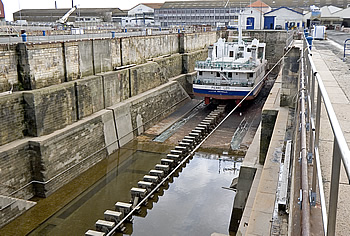
Forme de radoub à sec avec Le Bac Pierre Loti à l'entretien.
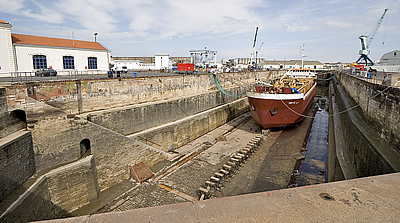
La plus grande des deux Forme de radoub.
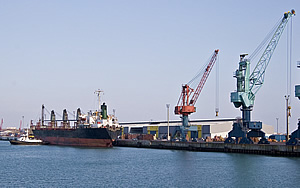
Accostage au quai de Chef de Baie.
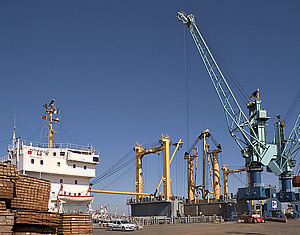
Déchargement à Chef de Baie.
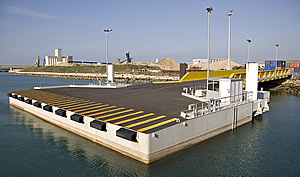
Quai roulier (Ro-Ro) ponton flottant à Chef de Baie.
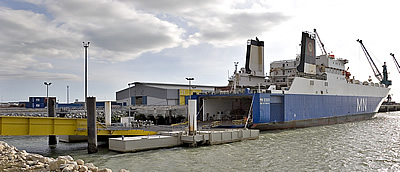
roulier en cours de déchargement à Chef de Baie.
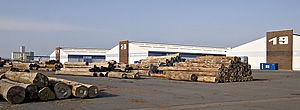
Stockage des grumes et hangars à Chef de Baie.
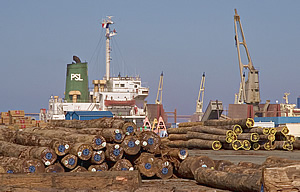
Stockage des grumes à Chef de Baie.
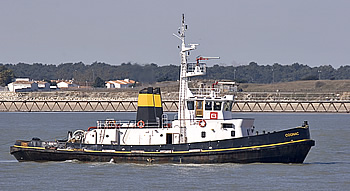
Le remorqueur Abeille Cognac sister ship de l'Attentif.
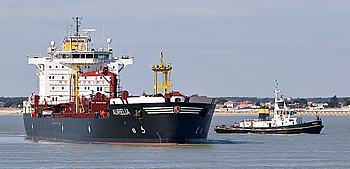
Mise en rotation d'un méthanier, pour manœuvre d'accostage au terminal pétrolier, par l'Abeille Cognac.
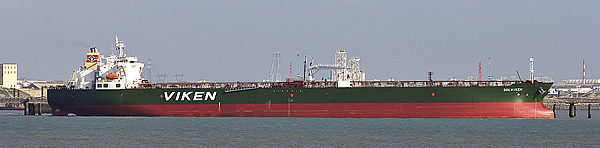
Solviken (Viken). Pétrolier double coque de 245 mètres de long au terminal pétrolier du môle d'escale.

Le port de La Pallice il y a plus de quarante ans.

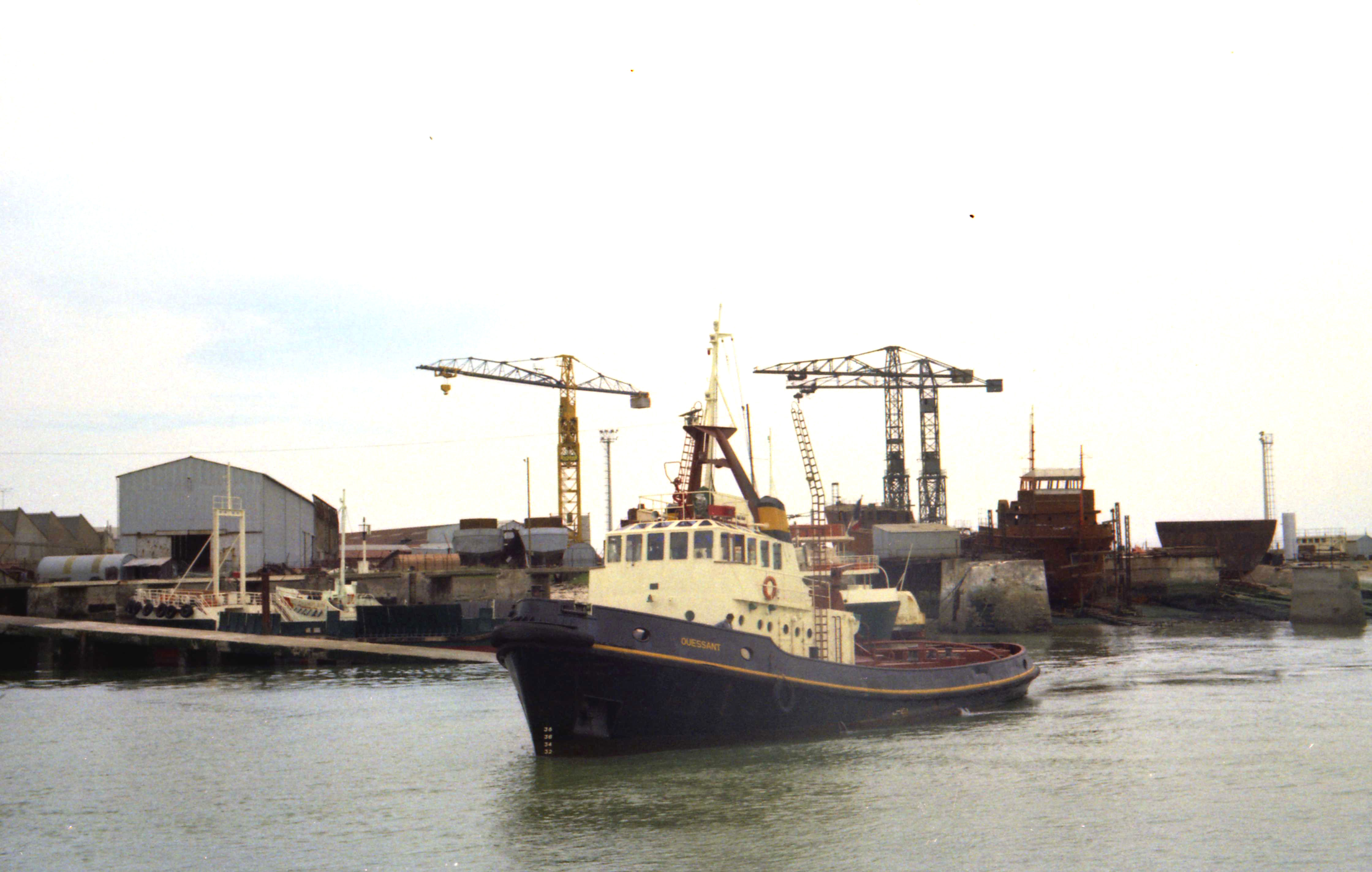
Un remorqueur manœuvrant dans le port avec les grues et hangars des ACRP en fond (1969).
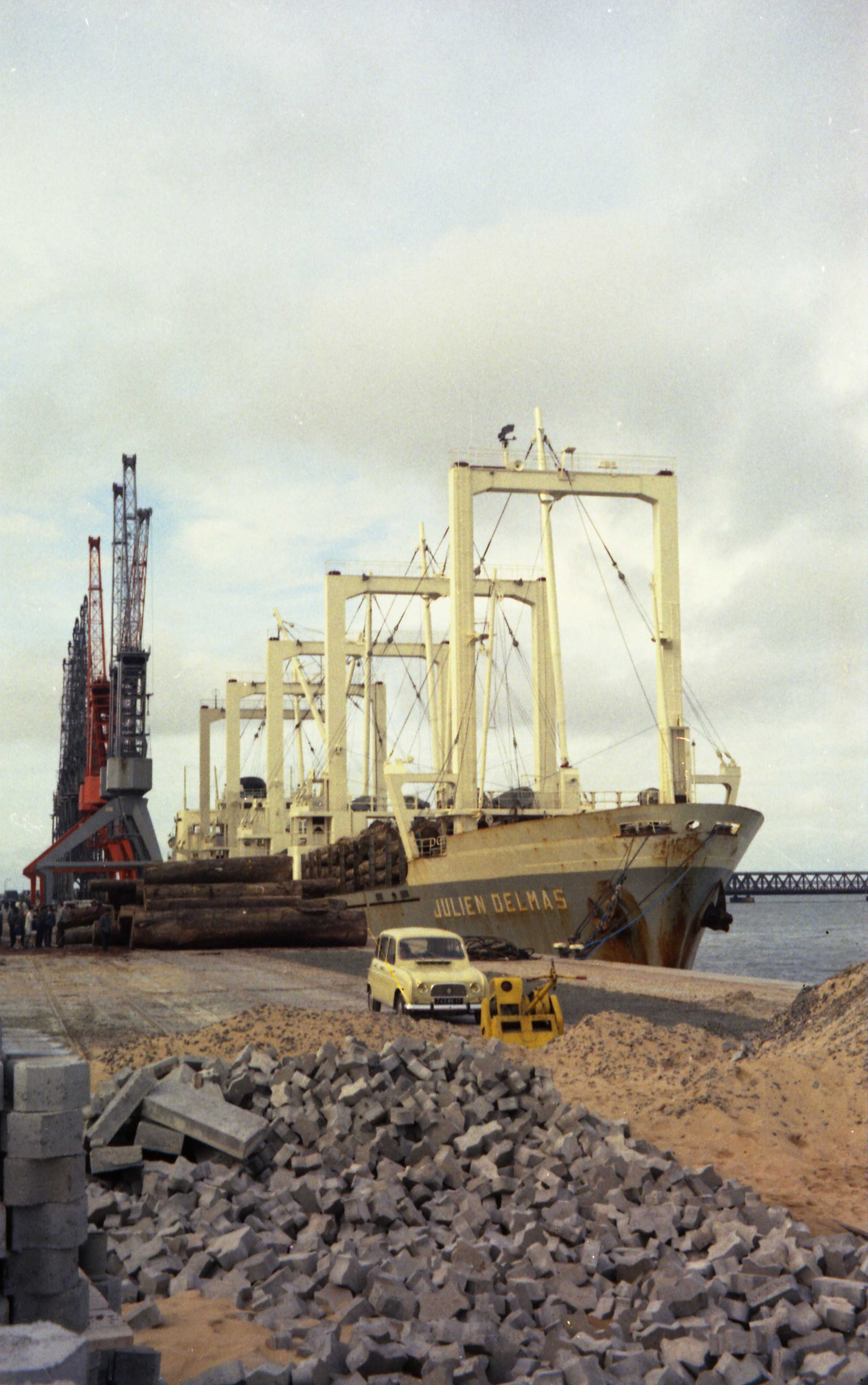
Un navire grumier au môle d'escale (1969).
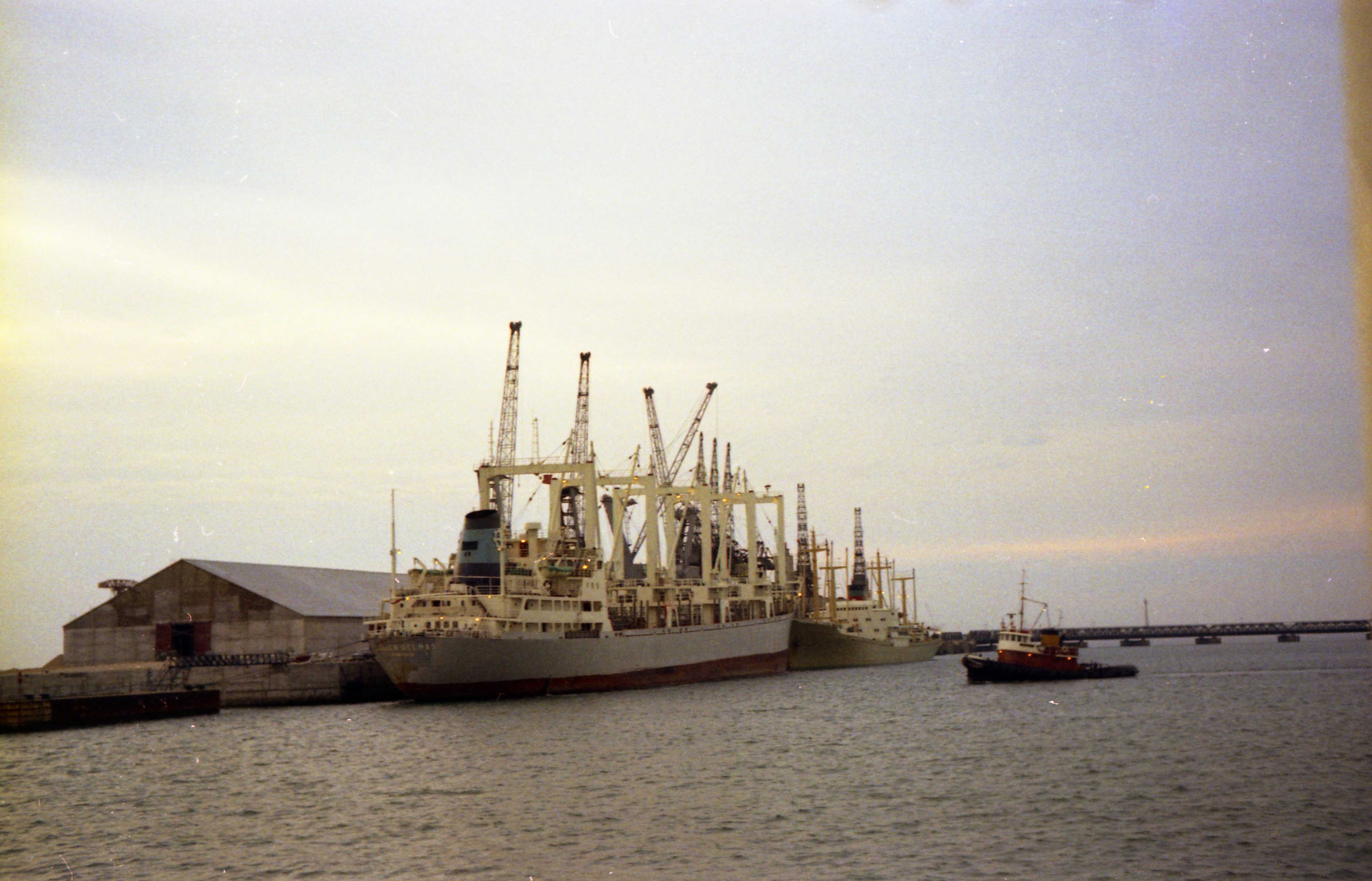
Navires cargos au môle d'escale (1969).
Cargo à deux châteaux (1969).
Cargo caboteur céréalier à deux châteaux (1969).
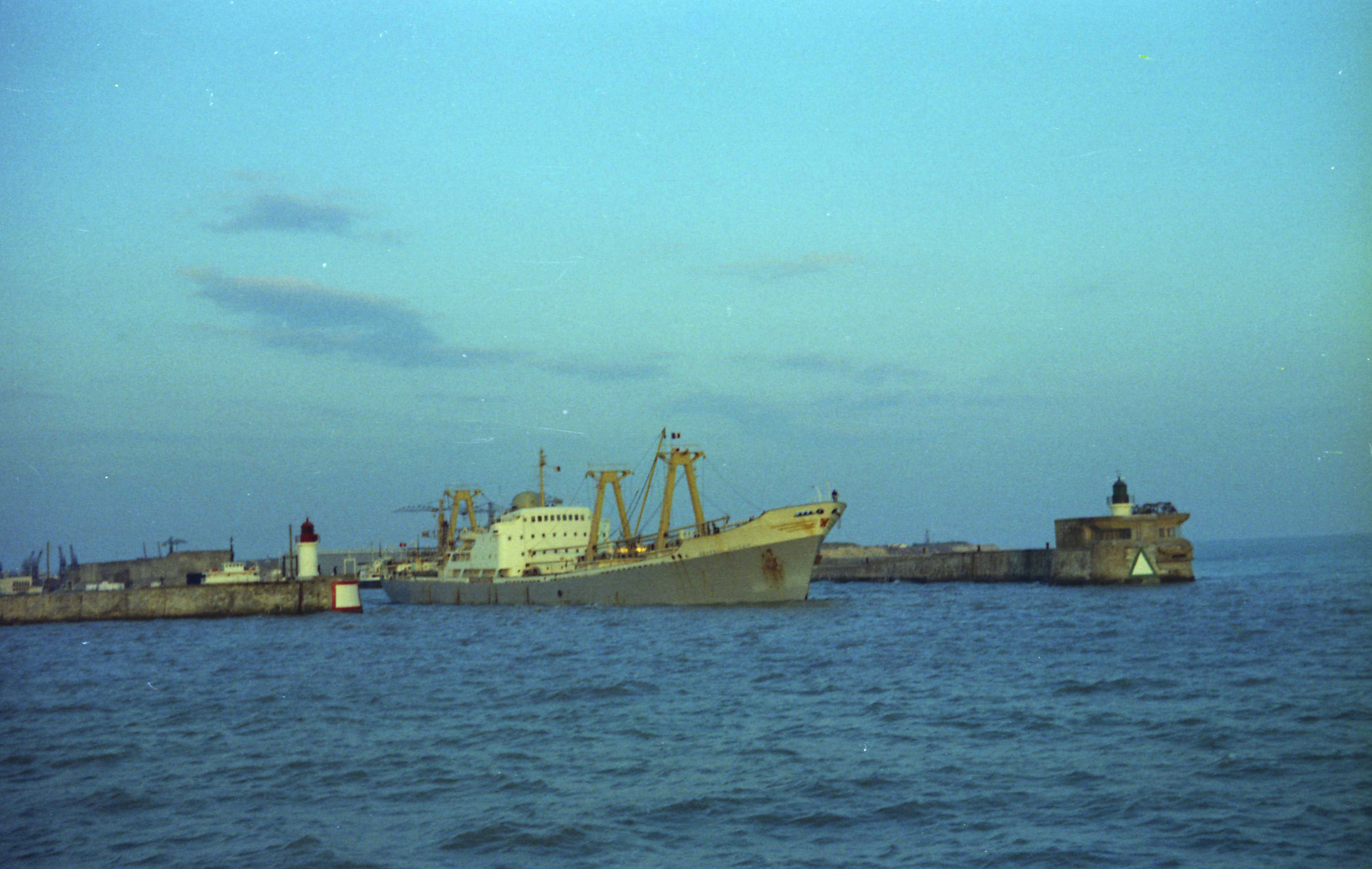
Un cargo caboteur sortant du port (1969).
Sous-marins et navire militaire dans le bassin à flot, 1969.
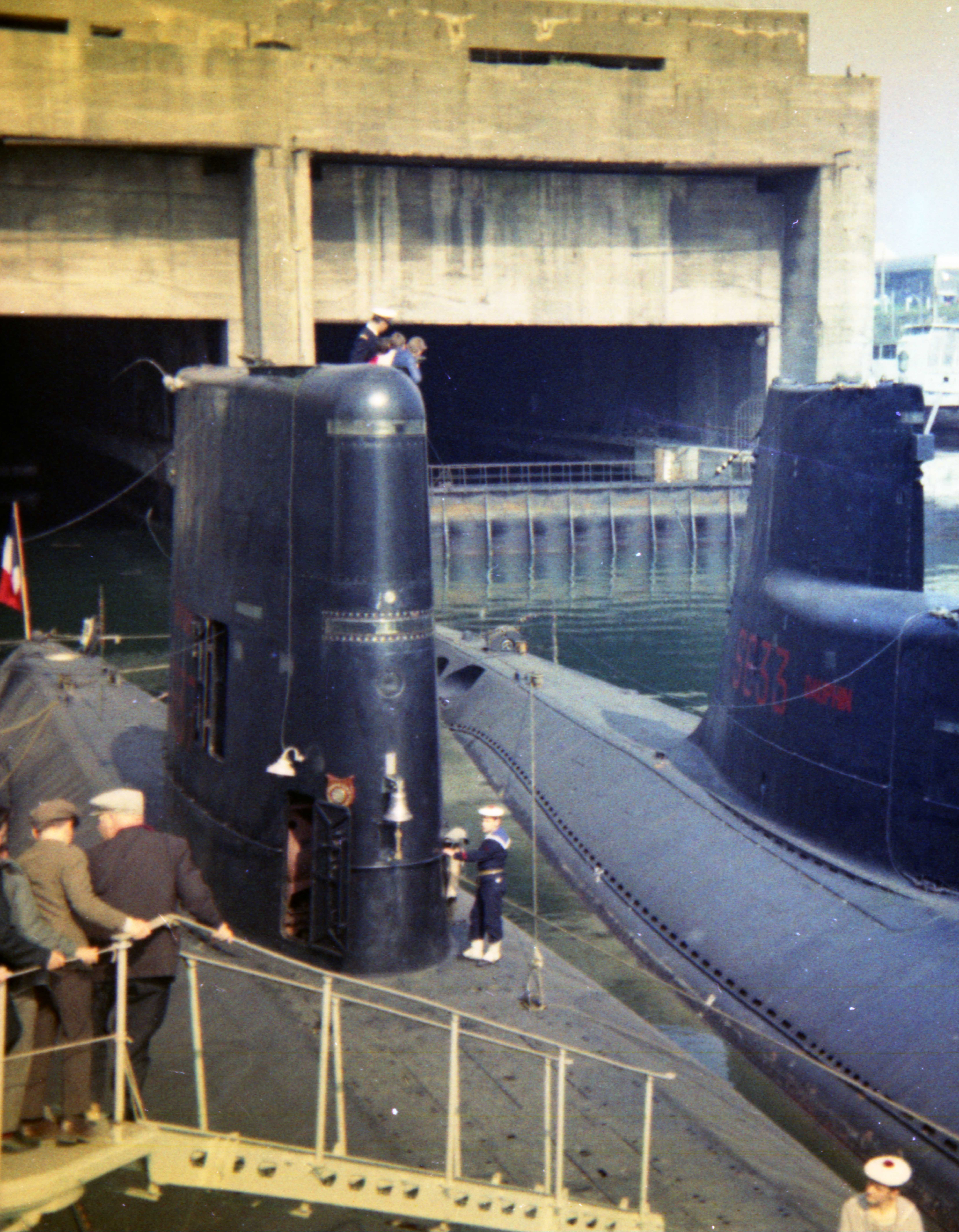
Sous-marins dans le bassin à flot, 1969.